# Rio Hagiul
O Rio Hagiul é um rio da Romênia, afluente do Neagra Şarului, localizado no distrito de Suceava.